# جينوا (نيويورك)
جينوا (بالإنجليزية: Genoa, New York)‏ هي بلدة أمريكية تقع في الولايات المتحدة في مقاطعة كايوغا، نيويورك. يقدر عدد سكانها بـ 1,935 نسمة ومساحتها 111.6 كم2 وترتفع عن سطح البحر 314 متر.